# Банди, Эдгар
Эдгар Банди (англ. Edgar Bundy; 1862, Брайтон — 1922, Лондон) — английский художник, член-корреспондент лондонской Королевской академии художеств, автор картин на исторические сюжеты.

## Биография
Банди учился живописи под руководством художника и скульптора Альфреда Стивенса, академического художественного образования не имел. Определённое влияние на его творческую манеру оказали прерафаэлиты. Банди писал маслом и акварелью немного небрежные повествовательные картины (в основном, на сюжеты из английской истории) в эдвардианском стиле, которые были очень популярны при жизни художника. Выставлялся на Парижском салоне в 1907 году и в Королевской академии в Лондоне в 1915. В галерее Тейт находится картина Банди «Утро Седжмура», изображающая сторонников герцога Монмута, участников восстания под его началом накануне решающего сражения.
Дочь художника, Дороти Банди, в 1924 году вышла замуж за художника Ричарда Барретта Талбота Келли.

## Галерея

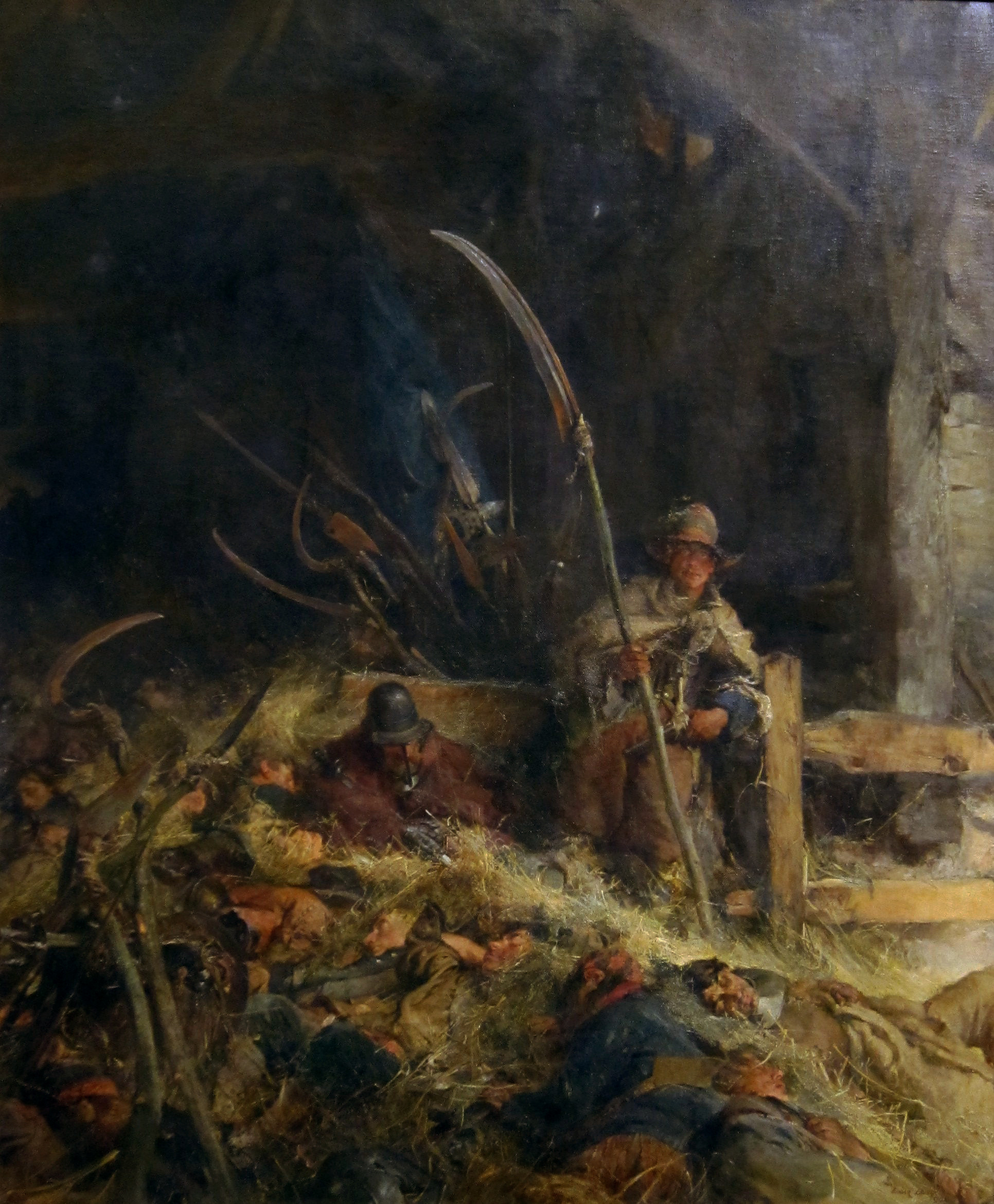
Утро Седжмура.
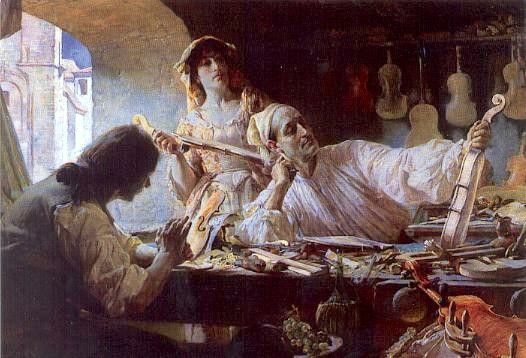
Антонио Страдивари.
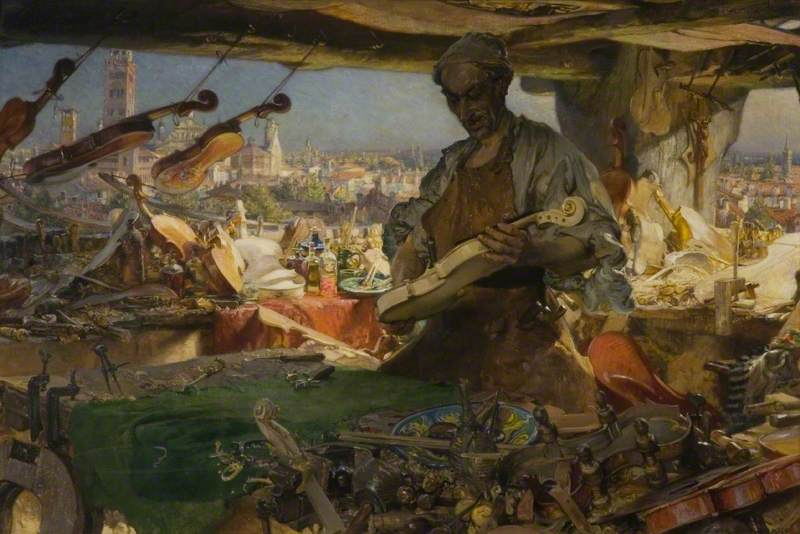
Страдивари в своей мастерской.
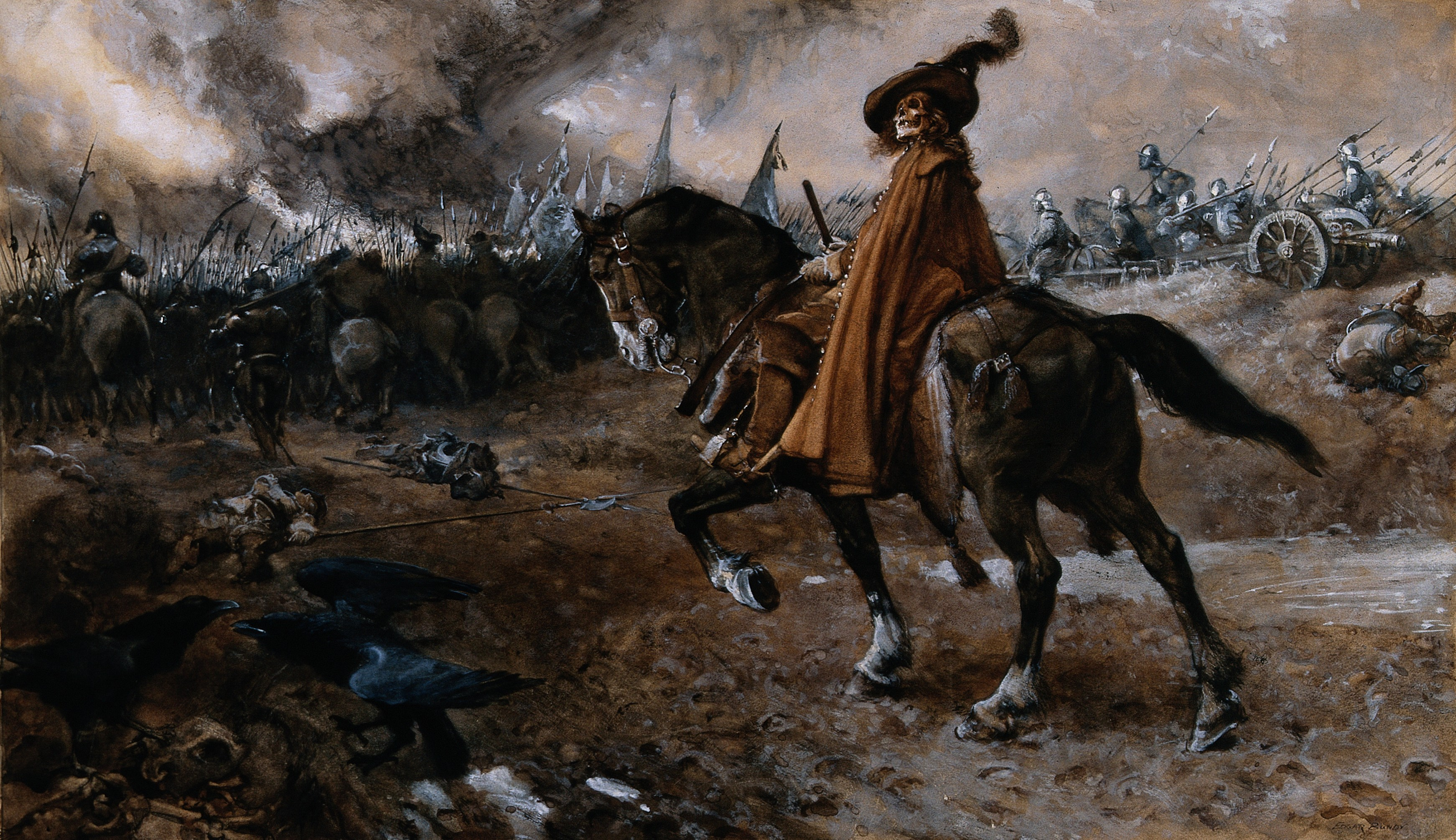
Смерть в образе генерала на поле сражения.
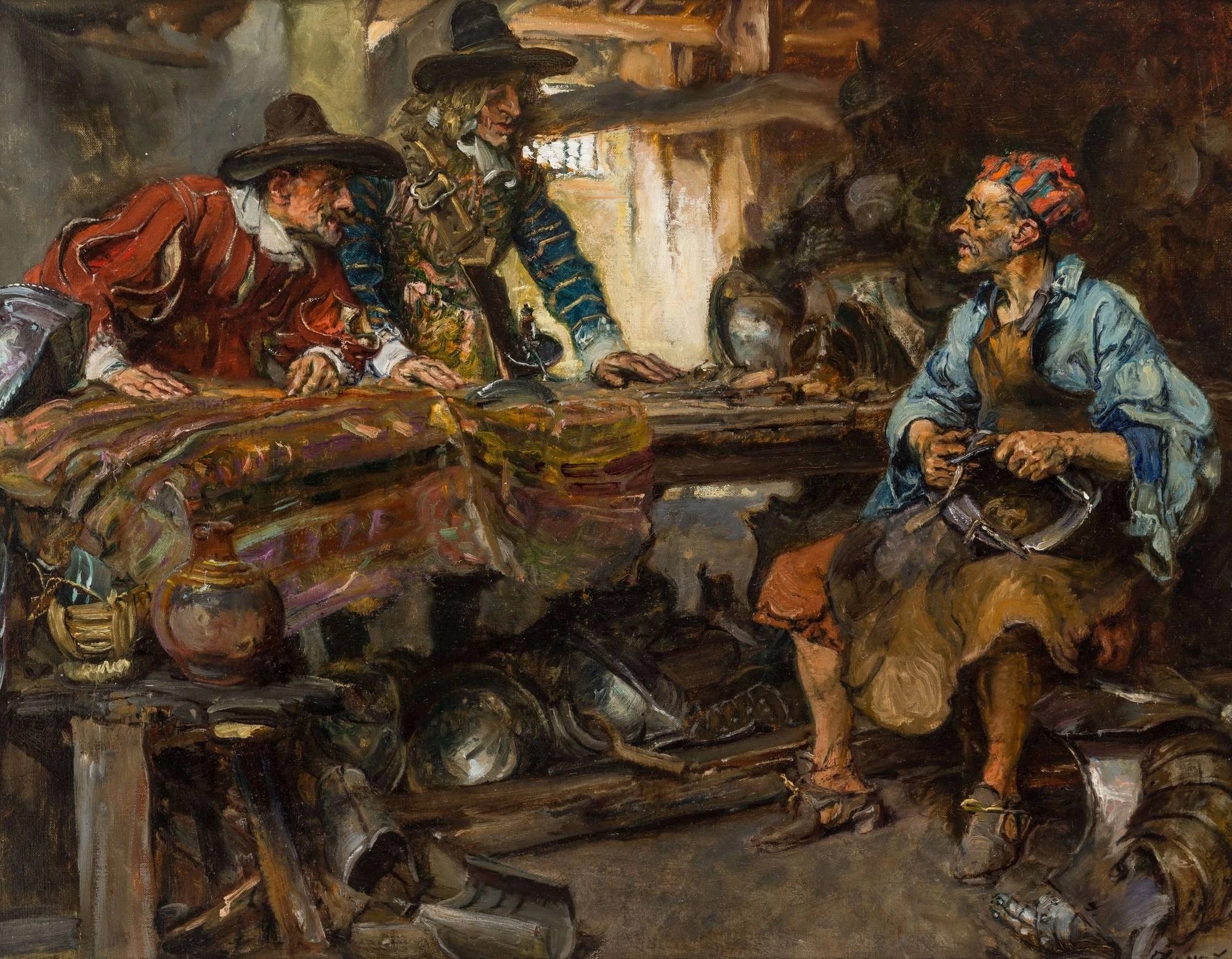
Оружейник.
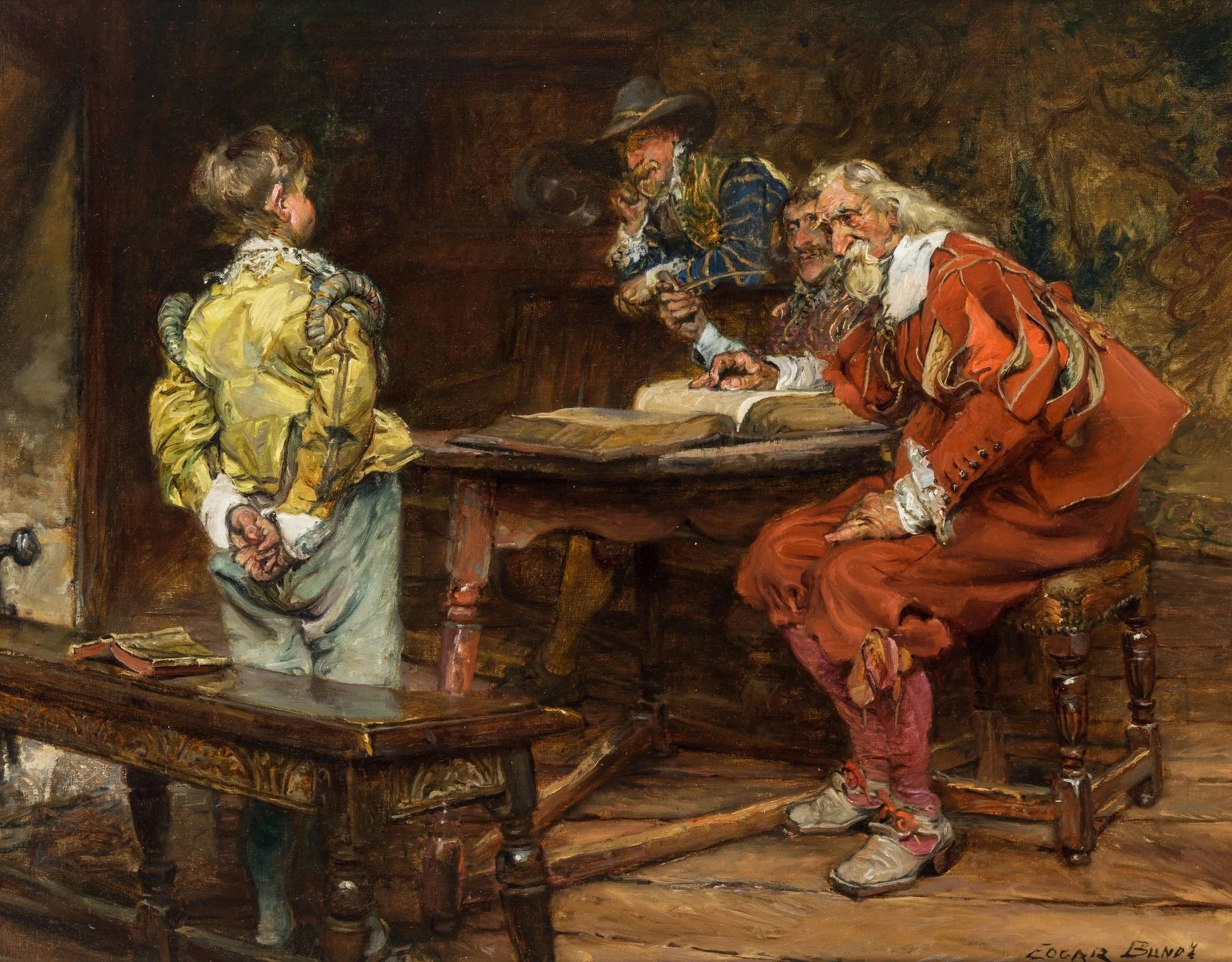
Старинная сценка.
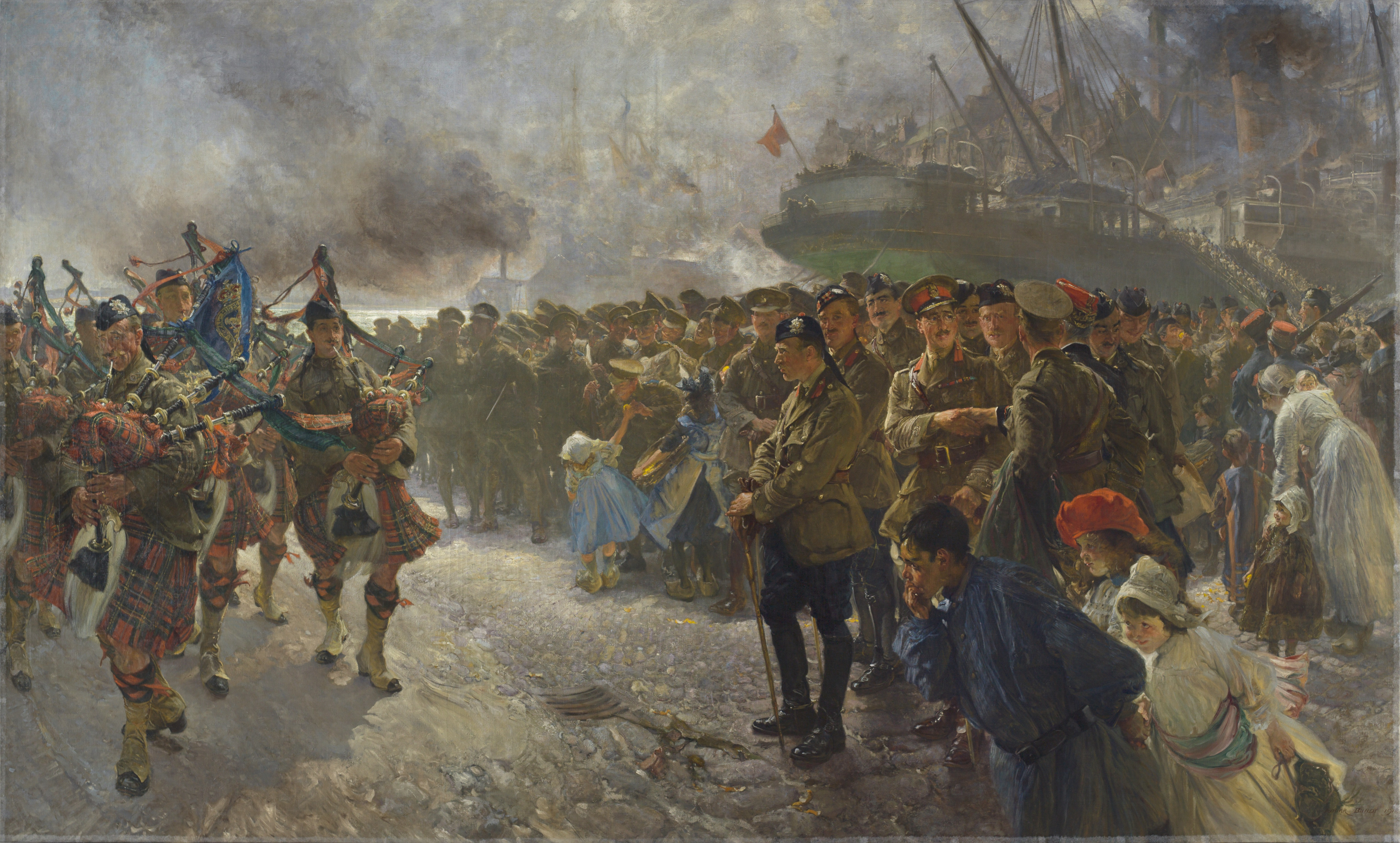
Высадка 1-й Канадской дивизии в Сен-Назере.